# Les Bateliers de la Volga (chanson)
Pour les articles homonymes, voir Les Bateliers de la Volga.
Clip vidéo
[vidéo] « Leonid Kharitonov - Les Choeurs de l'Armée Rouge - Les Bateliers de la Volga (1962) », sur YouTube
[vidéo] « Glenn Miller big-band jazz - Song of the Volga Boatmen (1941) », sur YouTube
Les Bateliers de la Volga ou Hé, ho hisse (Эй, ухнем !, en russe) est une célèbre chanson traditionnelle folklorique russe,,, qui a été recueillie par le compositeur Mili Balakirev en 1866. 

## Histoire
Cette chanson russe traditionnelle était chantée par des haleurs de barges (halage) sur les fleuves russes, notamment la Volga, à l'époque de la Russie impériale. Elle est recueillie par le compositeur russe Mili Balakirev qui la publie dans son recueil de chansons folkloriques en 1866. La musique et les paroles racontent la souffrance des classes inférieures de l'Empire russe.   
Le peintre russe Ilia Répine s'en inspire vers 1873 pour peindre son tableau Les Bateliers de la Volga.
Le peintre russe Vassili Verechtchaguine a également peint une œuvre inspirée de cette chanson.[réf. souhaitée]

## Reprises et adaptations
Le compositeur russe Alexandre Glazounov l'utilise dans son poème symphonique Stenka Razine de 1885. 
Le compositeur russe Igor Stravinsky en fait une orchestration pour vents et batterie en 1917. 
Le compositeur espagnol Manuel de Falla en écrit un arrangement publié en 1922 sous le titre Canto de los remeros del Volga. Il le fit à la demande du diplomate Ricardo Baeza qui œuvrait, pour la Ligue des Nations, à fournir une aide financière aux plus de deux millions de réfugiés russes déplacés et emprisonnés au cours de la Première Guerre mondiale. 
La chanson orchestrée par Stravinsky est popularisée par le chanteur d'opéra russe Fédor Chaliapine et devient un titre du répertoire des basses et des chœurs russes, en particulier des Chœurs de l'Armée rouge (avec Leonid Kharitonov) et du Chœur des Cosaques de l'Oural. 
Une reprise américaine du big band jazz de Glenn Miller, chez Bluebird Records, est numéro 1 du Billboard Hot 100 Best Sellers chart 1941 des États-Unis, pendant la Seconde Guerre mondiale, sous le titre Song of the Volga Boatmen.
En 1968, le chanteur allemand Ivan Rebroff (d'origine russe) en fait un de ses succès, sous le nom allemand Lied der Wolgaschlepper.
Marie Laforêt en a fait une interprétation en russe dans son disque Sonorama de 1959, sortie en 2020 dans l'intégrale qu'elle a supervisée juste avant sa disparition.

## Paroles
| Russe | Translittération (selon la norme ISO 9) | Traduction française |
| --- | --- | --- |
| Эй, ухнем! Ещё разик, ещё да раз! Эй, ухнем! Ещё разик, ещё да раз! Разовьём мы берёзу, Разовьём мы кудряву! Ай-да, да ай-да, Aй-да, да ай-да, Разовьём мы кудряву. Мы по бережку идём, Песню солнышку поём. Ай-да, да ай-да, Aй-да, да ай-да, Песню солнышку поём. Эй, эй, тяни канат сильней! Песню солнышку поём. Эй, ухнем! Ещё разик, ещё да раз! Эх ты, Волга, мать-река, Широка и глубока, Ай-да, да ай-да, Aй-да, да ай-да, Волга, Волга, мать-река Эй, ухнем! Ещё разик, ещё да раз! Эй, ухнем! | Èj, uhnem! Eŝë razik, eŝë da raz! Èj, uhnem! Eŝë razik, eŝë da raz! Razov'ëm my berëzu, Razov'ëm my kudrâvu! Aj-da, da aj-da, Razov'ëm my kudrâvu. My po berežku idëm, Pesnû solnyšku poëm. Aj-da, da aj-da, Pesnû solnyšku poëm. Èj, èj, tâni kanat sil'nej! Pesnû solnyšku poëm. Èj, uhnem! Eŝë razik, eŝë da raz! Èh ty, Volga, mat'-reka, Široka i gluboka, Aj-da, da aj-da, Volga, Volga, mat'-reka, Èj, uhnem! Eŝë razik, eŝë da raz! Èj, uhnem! | Hé, ho hisse ! Hé, ho hisse ! Encore une fois, oui encore une fois. Hé, ho hisse ! Hé, ho hisse ! Encore une fois, oui encore une fois. Nous trainons de gros bouleaux, Nous tirons péniblement. Ah oui, oui, ah oui ! Ah oui, oui, ah oui ! Nous tirons péniblement. Nous marchons à côté des barges, Entonnant notre chanson au soleil. Ah oui, oui, ah oui ! Ah oui, oui, ah oui ! Entonnant notre chanson au soleil. Hé, hé, nous halons dur En chantant notre chanson au soleil Hé, ho hisse ! Hé, ho hisse ! Encore une fois, oui encore une fois. Eh toi, Volga, mère-rivière, Immense et profonde. Ah oui, oui, ah oui ! Ah oui, oui, ah oui ! Volga, Volga, mère-rivière. Hé, ho hisse ! Hé, ho hisse ! Encore une fois, oui encore une fois Hé, ho hisse! |

## Au cinéma, musique de film
- 1967 : Le Grand Départ vers la Lune, de Don Sharp.
- 2005 : Lord of War, d'Andrew Niccol, avec Nicolas Cage.